# San Agustin (Isabela)
San Agustin (Filipino: Bayan ng San Agustin) ist eine philippinische Stadtgemeinde in der Provinz Isabela, Verwaltungsregion II, Cagayan Valley. Sie hat 22.880 Einwohner (Zensus 1. August 2015), die in 23 Barangays lebten. Sie wird als teilweise urbanisiert eingestuft.
San Agustin liegt im Süden der Provinz, das Gemeindezentrum liegt im Tal des Cagayan. Sie liegt 362 km nördlich von Manila und ist über den Marhalika Highway erreichbar. Ihre Nachbargemeinden sind Jones und Echague im Norden, Maddela im Süden.

## Baranggays
| - Bautista - Calaocan - Dabubu Grande - Dabubu Pequeño - Dappig - Laoag - Mapalad - Masaya Centro - Masaya Norte - Masaya Sur - Nemmatan - Palacian | - Panang - Quimalabasa Norte - Quimalabasa Sur - Rang-ay - Salay - San Antonio - Santo Niño - Santos - Sinaoangan Norte - Sinaoangan Sur - Virgoneza |

## Weblink
- Informationen der Philippine Statistics Authority über San Agustin